# Reálné gymnázium Hany Benešové
Reálné gymnázium Hany Benešové je zrušená střední škola v Praze.

## Historie
Dívčí lyceum, později reálné gymnázium bylo založeno roku 1909 pravděpodobně ve škole v ulici U Studánky. Později se přestěhovalo do ulice Skuherského, poté sídlilo v ulici Korunovační. Zrušeno bylo roku 1949.

## Názvy školy
- Reálné gymnasium Hany Benešové, Praha XIX., Korunovační ul. 7
- dříve Dívčí lyceum v Praze VII., U Studánky
- pak Československé dívčí spolkové reálné gymnasium Praha VII., Skuherského 25 (Pplk. Sochora)[1]